# Storbritannien i olympiska vinterspelen 1936
Storbritannien deltog med 38 deltagare vid de olympiska vinterspelen 1936 i Garmisch-Partenkirchen . Totalt vann de en guldmedalj, en silvermedalj och en bronsmedalj.

## Medaljer

### Guld
- James Foster, Carl Erhardt, Gordon Dailley, Archibald Stinchcombe, Edgar Brenchley, John Coward, James Chappell, Alexander Archer, Gerry Davey, James Borland, Robert Wyman och John Kilpatrick  - Ishockey.

### Silver
- Cecilia Colledge - Konståkning.

### Brons
- Frederick McEvoy, James Cardno, Guy Dugdale och Charles Green - Bob.